# Storbritanniens herrlandslag i bandy
Storbritanniens herrlandslag i bandy gjorde sin internationella debut i augusti 2018 vid en vänskapsmatch mot den svenska elitklubben Villa i Lidköping. Manager Anders Gidrup. Tränare Hans Åström och Patrik Larsson. Bland spelarna finns några svenskar som också är brittiska medborgare. Bandy har sitt ursprung i Storbritannien, men man har i stort sett inte spelat bandy där sedan före första världskriget, och då fanns ett engelskt landslag. Under 2000-talet började de första försöken att återintroducera sporten i landet och för närvarande VM 2019. deltar landet, och det med äran. Laget nådde final mot Estland i B-VM om en plats i A-VM. Laget blev en publikfavorit för sina kämpatakter. Bland annat lyckades laget avgöra semifinalen mot erfarna Ungern med 5-4 på en hörna när tre brittiska spelare var utvisade!  